# Synnema
Un synnema (plurale synnemata, anche coremia; da: "matassa") è una grande struttura riproduttiva eretta che caratterizza alcuni funghi, portanti conidiofori compatti. Questi si fondono insieme per formare un filo simile a uno stelo di grano, con conidi alla fine o sui bordi. Il genere tipo che produce tali strutture appartiene al genere Doratomyces.